# Katinka Larsen
Katinka Larsen   (Holborn, 19 de novembre de 1905 - 9 d'agost de 1999) va ser una saltadora anglesa que va competir durant les dècades de 1920 i 1930.
El 1936 va prendre part en els Jocs Olímpics d'Estiu de Berlín, on fou tretzena en la prova de trampolí de 3 metres del programa de salts.
En el seu palmarès destaca una medalla de plata al Campionat d'Europa de natació de 1934, rere Olga Jensch-Jordan.Aquell mateix 1934 fou quarta als Jocs de l'Imperi Britànic que es disputaren a Londres.